# Hymn Szwajcarii
Schweizer Psalm (niem.) Psalm Szwajcarów – hymn państwowy Szwajcarii.
Tekst hymnu powstał w 1843 roku, jego autorem był Leonhard Widmer. Melodia została zapożyczona z religijnego hymnu Diligam, te Domine, popularnego w okresie renesansu. Na podstawie różnych wersji utworu w 1841 roku adaptacji dokonał Alberik Zwyssig.
Jako hymn państwowy pieśń została zatwierdzona w 1961 roku. Do tego czasu Szwajcaria nie posiadała oficjalnego hymnu, a każdy kanton miał swój własny. Zwyczajową rolę ogólnego hymnu pełnił utwór Rufst du, mein Vaterland? będący wersją God  save the Queen. W 2013 władze Szwajcarii ogłosiły konkurs na nowy hymn państwowy. Finalnie nie wyłoniono, żadnej nowej propozycji
Schweizer Psalm
wersja niemiecka
Trittst im Morgenrot daher,

Seh' ich dich im Strahlenmeer,

Dich, du Hocherhabener, Herrlicher!

Wenn der Alpen Firn sich rötet,

Betet, freie Schweizer, betet.

Eure fromme Seele ahnt,

eure fromme Seele ahnt

Gott im hehren Vaterland!

Gott, den Herrn im hehren Vaterland!
Szwajcarski Psalm
tłumaczenie na polski
Ty z jutrzenką zjawiasz się,

W morzu promieni widzę Cię,

Ciebie, Najwyższego, Wspaniałego!

Gdy czerwień szczyty Alp ubarwi,

Módlcie się, wolni Szwajcarzy, módlcie się.

Wasza pobożna dusza wie,

Wasza pobożna dusza wie,

Bóg jest w szlachetnej ojczyźnie mej!

Bóg jest w szlachetnej ojczyźnie mej!
Cantique Suisse
wersja francuska
Sur nos monts, quand le soleil

Annonce un brillant réveil,

Et prédit d'un plus beau jour le retour,

Les beautés de la patrie

Parlent á l'âme attendrie:

Au ciel montent plus joyeux,

Au ciel montent plus joyeux,

Les accents d'un coeur pieux,

Les accents émus d'un coeur pieux.
Salmo Svizzero
wersja włoska
Quando bionda aurora

Il mattin cindora,

L'alma mia t'adora

Re del Ciel.

Quando l'alpe gia rosseggia

A pregare allor t'atteggia,

In favor der patrio suol.

In favor der patrio suol.

Cittadino lddio lo vuol,

Cittadino Dio, si Dio lo vuol.
Psalm Svizzer
wersja retoromańska
En l'aurora la damaun ta salida il carstgaun,

spiert etern dominatur, Tutpussent!

Cur ch'ils munts straglischan sura,

ura liber Svizzer, ura.

Mia olma senta ferm,

Mia olma senta ferm Dieu en tschiel,

il bab etern, Dieu en tschiel, il bab etern.